# دهه ۴۲۰ (میلادی)

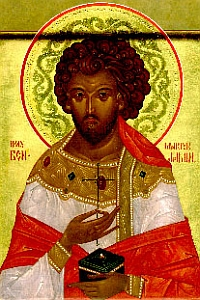
نقاشی از دهه ۴۲۰ (میلادی)

دهه ۴۲۰ (میلادی) دهه چهل و دوم تقویم میلادی است.

## درگذشتگان
‎